# 第十九届超级碗
第十九届超级碗（Super Bowl XIX）是美国国家橄榄球联盟1984赛季的总决赛，由美联冠军迈阿密海豚队对阵国联冠军旧金山49人队。比赛于1985年1月20日在斯坦福大学的斯坦福体育场举行。
最终，旧金山49人队以38-16战胜迈阿密海豚队，第二次夺得超级碗冠军。四分卫乔·蒙塔纳（Joe Montana）获得最有价值球员称号。